# Мекнес
 Тази статия е за града в Мароко.  За префектурата вижте Мекнес (префектура).  
Мекнес (на арабски: مكناس) е град в северната част на Мароко.

## Разположение
Градът е разположен на 130 km от столицата Рабат и на 60 km от Фес.

## Население
Според данни от 2014 г. градът е с население от 520 428 души.

## История
Мястото, където се намира Мекнес, е било населявано от римляните. Градът е бил известен на берберите като Макнаса.
Градът е бил столица на Мароко – един от четирите имперски града на Мароко, в периода 1672 – 1727 по времето на Моулай Исмаил. Понастоящем градът е административен център на регион Мекнес-Тафилалет.